# Salima Mukansanga
Salima Rhadia Mukansanga (25 luglio 1988) è un arbitro di calcio ruandese.
È stata la prima donna del Ruanda ad arbitrare una partita di un campionato mondiale FIFA (durante il campionato mondiale femminile Under 17 di calcio del 2018). Nel 2022 è stata selezionata tra gli arbitri della Coppa delle nazioni africane 2021, diventando la prima donna a fare parte del collegio arbitrale di tale competizione

## Biografia
Mukansanga è nata nel 1988 nel distretto di Rusizi, nella provincia Occidentale del Ruanda. Si è laureata in infermieristica e ostetricia all'università di Gitwe, nel distretto di Ruhango. Da ragazza sognava di diventare una giocatrice professionista di pallacanestro, ma viste le difficoltà di trovare le infrastrutture sportive e un valido allenatore si è interessata all'arbitraggio delle partite di calcio.
Ha iniziato la sua carriera come arbitro nel 2008, dirigendo alcune partite della seconda divisione del campionato maschile e del principale campionato di calcio femminile del suo paese. Nel 2012 è entrata a fare parte della FIFA International Referees List, ma ha sempre ricoperto ruoli da assistente arbitrale fino al 2014, quando ha arbitrato la partita tra Zambia e Tanzania durante le qualificazioni per il Campionato africano femminile di calcio 2014.
Durante i XI Giochi panafricani del 2015 ha arbitrato la partita di calcio femminile tra Nigeria e Tanzania e la semifinale tra le rappresentative di Ghana e Costa d'Avorio. Nel 2016 ha arbitrato le partite tra Egitto e Sudafrica e tra Kenya e Mali della Coppa delle nazioni africane femminile. Nel 2018 è stata l'unica africana, e la prima di sempre del suo paese, ad arbitrare partite del Campionato mondiale femminile Under 17 di calcio tenutosi in Uruguay dal 13 novembre al 1 dicembre: durante tale torneo ha arbitrato le partite dei gironi tra Uruguay e Nuova Zelanda e tra Giappone e Messico e il quarto di finale tra Canada e Germania; ha inoltre partecipato come quarto ufficiale alla finalina per il terzo posto tra Nuova Zelanda e Canada.
L'ottimo lavoro svolto in Uruguay le è valso la convocazione per il Campionato mondiale femminile di calcio tenutosi in Francia nel 2019, dove ha arbitrato la partita tra Svezia e Thailandia. Nel 2021 ha diretto tre gare durante il torneo di calcio femminile dei Giochi Olimpici di Tokyo.
Nel 2022 è stata selezionata tra gli arbitri della Coppa delle nazioni africane 2021, scendendo in campo come assistente arbitrale nella partita tra Guinea e Malawi, diventando così la prima donna a fare parte del collegio arbitrale di tale competizione. Il 18 gennaio 2022 durante lo stesso torneo arbitra la partita tra Zimbabwe e Guinea, assistita come guardalinee e addetta al VAR da altre tre donne: la camerunese Carine Atemzabong, la marocchina Fatiha Jermoumi e la marocchina Bouchra Karboubi.